# 空中浮揚

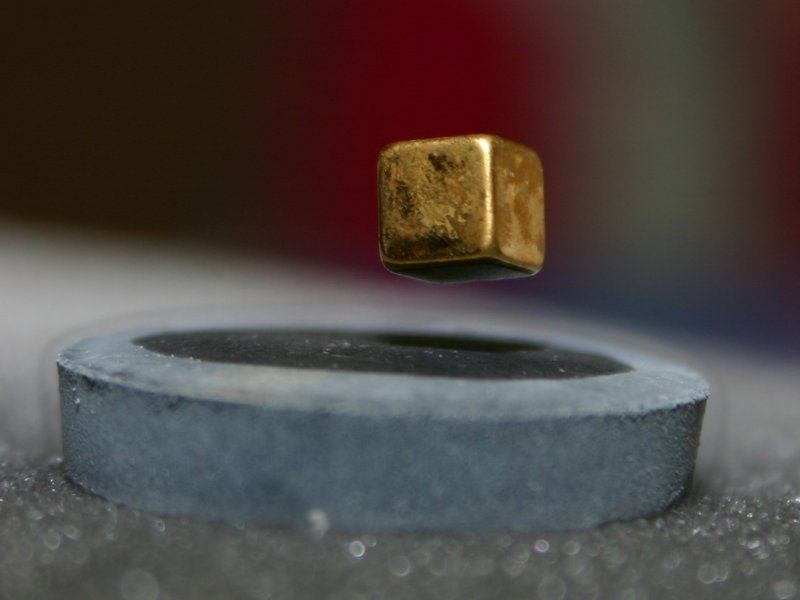
空中に固定された状態にある超伝導体
液体窒素で摂氏-200度に冷却された状態で超伝導を起こしている。「温まって」しまうと超伝導体でなくなるため、絶えず冷却していないとこの空中浮揚は終わってしまう。

空中浮揚（くうちゅうふよう）とは、物体（特に固体）が空中にとどまること。重力に逆らっているようにも見えるが、基本的には重力以外の他の力によって支えられている。

## 概要
空中浮揚とは、何らかの作用によって物体が空中にとどまることである。地上ではあらゆる物体に重力が掛かるため、空気より同体積で重い（→比重）すべての物質は地上に落下してそこにとどまる。それが地表を離れた位置にあるとすれば、それは、何らかの力が重力を打ち消しているか相殺しているからだと考えられる。通常は上向きの力が働いており、その力には様々な種類がある。
他方で、人間が空中浮遊する話は、一種の奇跡的な行いとして各地に伝わっている。また、ヨガや心霊主義などの神秘主義やオカルトの世界で主張されたり、奇術やSFの題材になったりしている。

## 物理学の範囲で
一般的に物体が重力に逆らって空中に浮かび上がる際に利用する力としては、空気に対する浮力や磁力同士の反発力（→引力と斥力）が知られているが、その他の物理現象としては、磁場中の超伝導体が起こすマイスナー効果がある。磁場同士の反発の場合には、リニアモーターのように幾つかの磁場を調整して物体を一定の場所に留めるようにしなければ静止的な空中浮揚にはならない。ただし、超伝導体が第二種超伝導体の場合は、磁場に対する反発力とは別に超電導物質内の不純物に由来する常伝導による支持力の発生がもたらすピン止め効果と呼ばれる「空中に固定された状態」が発生する。
玩具としては、永久磁石による「空中浮揚するコマ」（→独楽）が商品化されている。磁石の内蔵された独楽を専用の台の上にプラスチック板を置いてその上でまわし、その後に少し持ち上げると空中にとどまって回転する。しかし、そのように回すのはかなり難しい。独楽が台座からの磁力によって空中に固定される空間が限られており、それ以外の場所では逆に独楽が弾かれたり吸い付いたりしてしまうためである。
また、静電場による反発効果を利用したイオノクラフトも掛けられた電圧強度によっては浮遊することが知られている。

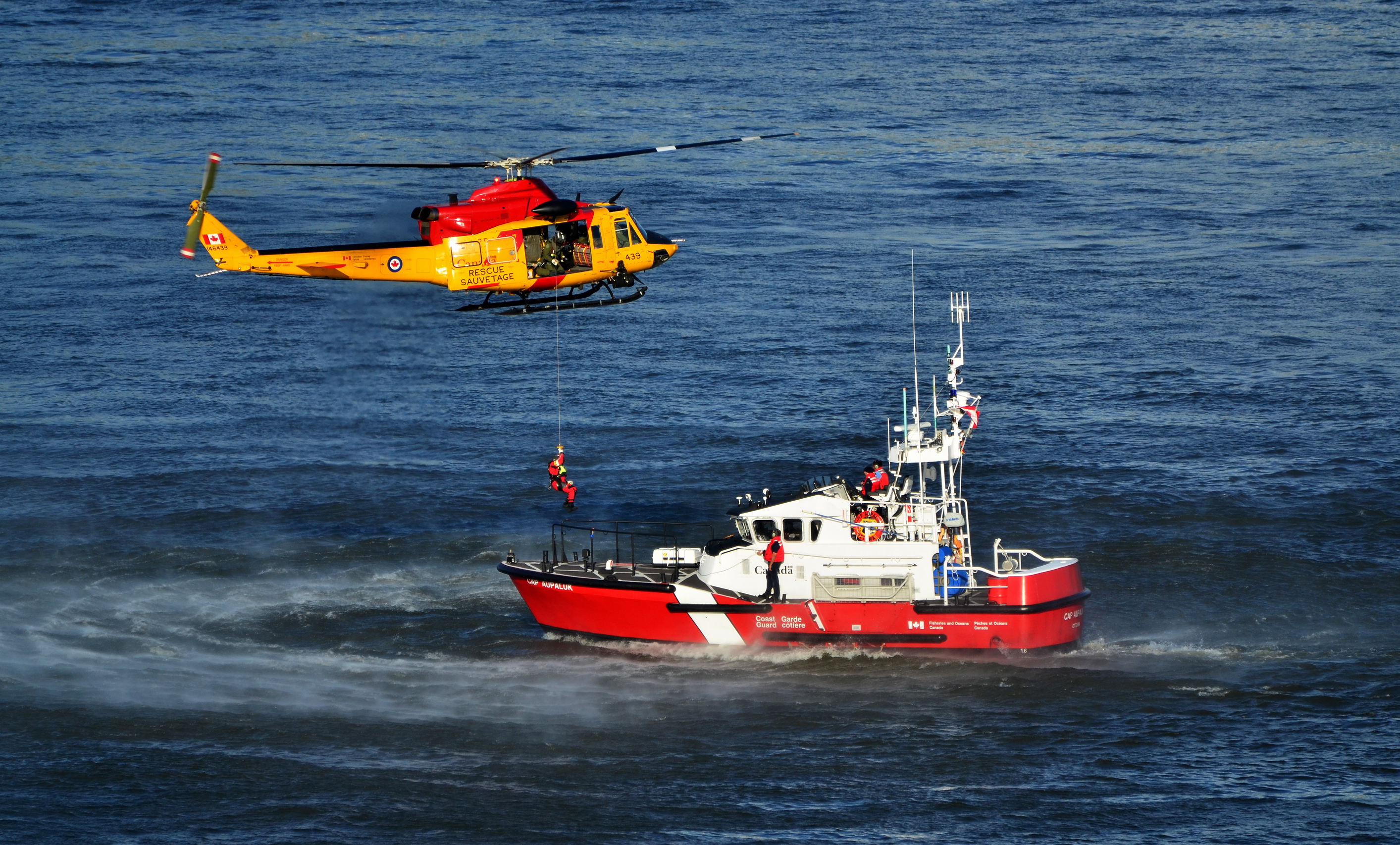
ヘリコプターによるホバリング

この他にも、作用・反作用に基づいて何か質量のある物質を噴射しているホバリングと呼ばれる状態では、物体が発する噴射力と物体に掛かる重力などの他の力が釣り合っている場合に物体が空中に静止することになるが、こちらは、一般に「空中浮揚」とイメージされる範疇には含まれない。なお、ホバリングを行うものとしては、ヘリコプター、垂直離着陸機、ホバークラフト、噴射力を極めて精密に制御しているロケットなどがある。
また、いわゆる静止衛星では、地球側に落下しようとする力と衛星軌道から宇宙に脱出しようとする力の均衡状態が利用されている。ただし、静止衛星は、速度が変化するなどして所定の衛星軌道（静止軌道）から外れると、たちまち地球に向かって落ちてくるか衛星軌道から弾き飛ばされる（→人工衛星）。この静止衛星の原理は、地上からの距離（赤道からの高度約35,786km）があることもあり、一般にいうところの「空中浮揚」のイメージからはかけ離れている。
なお、物理学の立場からは、後述のヨガや心霊主義における空中浮揚は疑似科学・手品の範疇だとみなされている。

### 動物の例
動物には飛翔能力のあるものがあり、その中にはホバリングをするものが含まれる。
具体的には、飛翔の可能な動物の群は現生では鳥類・コウモリ類・昆虫類の3つしかない。これらはいずれも羽ばたきによって飛ぶものである。
ホバリングが得意な動物としては、以下のようなものが挙げられる。
- 鳥類：ハチドリ、ミサゴ（オスプレイ）
- 昆虫類：スズメガ科・ハエ目

## 神秘主義・オカルト

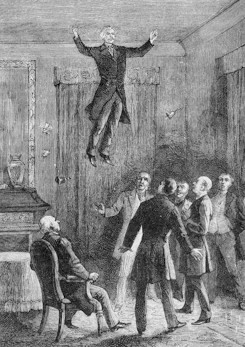
宙に浮かぶダニエル・ダングラス・ホーム

ヨーガ（ヨガ）や心霊主義などの神秘主義やオカルトの伝統においては、人体やテーブルが「空中に浮揚した」という報告が数多く伝えられているが、後述の麻原彰晃のようにトリックだとみなされている。
歴史的に、グノーシス主義者で魔術師のシモン・マグス、チベットの修行僧のミラレパ、カトリック教会の聖人のトマス・アクィナスやクペルティーノのヨセフなど、様々な聖者や修行僧について空中浮揚の逸話が伝わっている。また、人間が浮遊したり飛行したりする話は、その他の伝承の中にも枚挙に暇がないほど見られ、その類型は、有史以前の神話時代にまで遡る。
これらの逸話は、現代の実証主義的な科学観に基づいた民族学や社会学・心理学などでは、ある種の寓話やトランス状態における主観的な幻覚だとみなされる。またトリック・手品の類もある。これらは20世紀に映像技術が発展するとトリックが容易に暴かれるようになったため退潮した。

### ヨガ行者の空中浮揚
訓練されたヨガ行者（ヨギ）の中には、意図的な試行や偶発的な作用によって自身の肉体を空中浮揚できると主張する者がいる。例えば、パラマハンサ・ヨガナンダの著書『あるヨギの自叙伝』の第七章には、空中浮揚するヨギの話が出てくる。
ヨガでよく見られる結跏趺坐という座法でも、反動をつけて下半身の力でジャンプすることは可能なのだが、一般の人間には身体の柔軟性の問題でこのような脚の組み方自体がなかなか出来ないため、その点を理解できていないままトリック写真に騙されるケースがある。
他にはヨガ行者でありヨガの指導者でもある成瀬雅春は、著書（『空中浮揚』『クンダリニー・ヨーガ』など）やウェブサイトの中で自らが空中浮揚した際の体験や写真を公表している。しかし、現在は、外面的な現象にとらわれる修行の段階を通過したため、実演などは行っていないという（最後に写真として撮影されたのは1990年4月のもので、動画は残っていない）。

### オウム真理教における空中浮揚
ヨガの修行を中心的な教義の一つに据えていたオウム真理教は、1985年頃（宗教法人化以前）にオカルト雑誌『ムー』の中などで「教祖の浮揚」と称して麻原彰晃が空中浮揚しているとされる写真を公開していた。これに対し、オウム真理教に批判的な弁護士である滝本太郎は、これはヨガの修行法の一つである座禅を組んだままでの跳躍（ジャンプ）をストロボを使い早いシャッタースピードで空中にいる瞬間だけを狙って写真撮影することで「あたかも連続して飛んでいるように見える」ようにしたトリックだと主張し、滝本自身が空中浮揚しているように見える写真を公開している。事実、麻原の浮揚写真では髪が逆立ち、力んだ表情が見られ、単なる跳躍であることが指摘されている。また、江頭2:50も公開の席で脚を組んだまま自身がジャンプしてみせている。オウムを脱会して「ひかりの輪」を作った上祐史浩も、のちに、この写真は麻原がジャンプしているだけの写真であることを認めている。

### 心霊主義と空中浮揚
心霊主義においては、交霊会においてテーブルが空中に浮揚する現象や霊媒の肉体が宙に浮かぶ現象が知られている。テーブルの浮揚現象については、霊的な存在が霊媒から発されるエクトプラズムを通じてテーブルを持ち上げるためだ、と心霊主義では説明される。ダニエル・ダングラス・ホームやコリン・エヴァンズが知られる。

## 奇術
空中浮揚は奇術の「現象」（奇術用語：様々な手法によって表される状態/表現のテーマ）のひとつ（奇術#現象による分類参照）でもあり、観客にとって不可思議な浮揚現象を、実際には合理的な方法によって実現している。浮揚させる対象は演目によって様々であり、例えばクロースアップ・マジックでは丸めた紙幣を浮揚させるフローティング・ビルや体の周りでカードを飛行させるUFOカードなどがあり、ステージマジックではボールを浮揚させるゾンビ・ボールや杖を浮揚させるダンシング・ケーンなどがある。また、イリュージョンでは演者や助手の人体を浮揚させる演技も行われる。
これらは「物体が何の支えも無く浮くはずが無い」という一般的固定観念からすると非常に奇妙な状態となるため、このような演目は古くから存在し、例えばロープマジックにおける「ヒンズーロープ」などは既に14世紀のインドで行われていたものが記録に残っている。
奇術における浮遊現象は前述の心霊主義的な演出で行われることもあるが、これはメンタル・マジックといわれる。これらでは交霊会で霊がラッパを鳴らしたりボールを浮かせたりしたとする逸話に倣って、これをなぞってみせるものや、あるいは口上として、観客の目の前の現象が心霊的な力や超能力によるものだとするなどである。

## 架空の技術
サイエンス・フィクションの範疇では、いわゆる反重力などが空中浮揚のための技術として位置付けられる。重力に反発する力ないし「上に向かって落ちようとする」ような逆方向に働く重力などとして描かれる。